# Storumanmasten

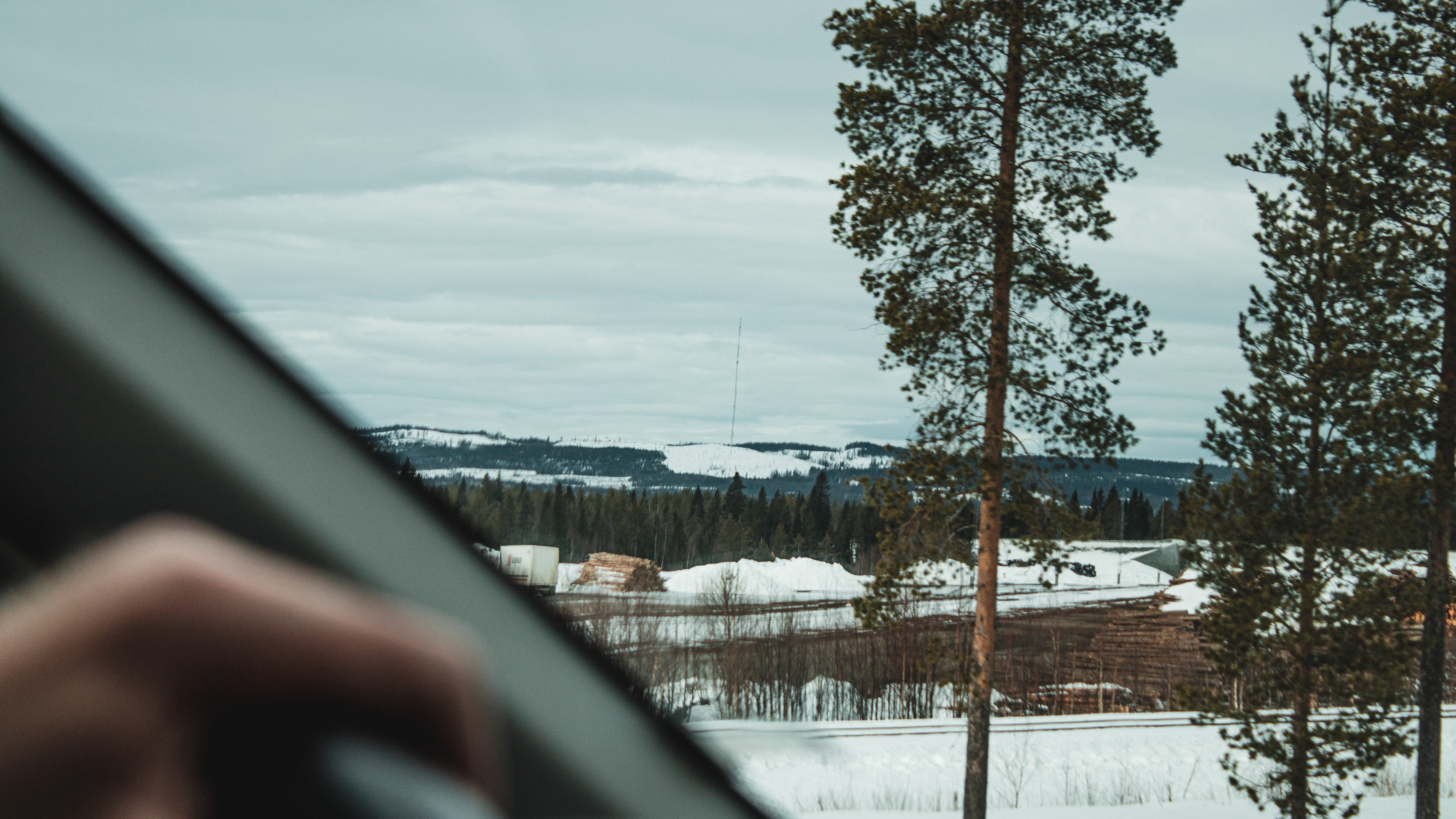
Bild på storumanmasten från Barsele

Storumanmasten är en 326 meter hög TV-mast, belägen två kilometer öster om Norrberg utanför Storuman. Masten är Sveriges sjätte högsta mast, delad plats med Billingenmasten, Gävlemasten, Prästfäbobergetmasten och Knaftenmasten. 